# Cité mondiale
La Cité mondiale, également appelée Centre mondial de communication, est un projet d’urbanisme utopique conçu par Hendrik Christian Andersen et l’architecte Ernest Hébrard au début du XXe siècle. Destiné à devenir une capitale internationale vouée aux arts, aux sciences et à la diplomatie, ce projet a mobilisé d’importants moyens intellectuels et financiers avant de sombrer dans l’oubli durant près d'un siècle. Il a été redécouvert grâce aux recherches de Jean-Baptiste Malet dans La Capitale de l’Humanité.

## Genèse du projet
Dès 1906, le sculpteur Hendrik Christian Andersen, influencé par les idéaux pacifistes et internationalistes de son époque, élabore l’idée d’une ville dédiée au progrès humain. Soutenu par sa belle-sœur Olivia Cushing Andersen, qui joue un rôle clé dans la conceptualisation philosophique du projet, il collabore avec l’architecte Ernest Hébrard, alors pensionnaire de la Villa Médicis.
Le projet est détaillé en 1913 dans un ouvrage monumental, Création d’un Centre mondial de communication, publié à 500 exemplaires de luxe, envoyés aux chefs d’État, universitaires et grands philanthropes de l’époque.

## Une ville idéale pour la paix et le progrès
Le Centre mondial de communication devait être une ville entièrement dédiée à l’éducation, à la recherche et aux échanges diplomatiques. Son plan prévoyait :
- Un Temple des Arts et des Sciences, destiné à centraliser le savoir mondial ;
- Une Tour du Progrès, immense gratte-ciel symbolisant l’élévation de l’esprit humain ;
- Une Cour internationale de justice, préfigurant les institutions mondiales comme l’ONU ;
- Un réseau souterrain pour les transports et les infrastructures techniques.

Hébrard, en tant qu’architecte en chef, conçoit une ville au plan symétrique et monumental.

## Soutiens et diffusion
Le projet reçoit un accueil enthousiaste de nombreuses personnalités, parmi lesquelles :
- Auguste Rodin, impressionné par l’audace artistique du projet ;
- Albert Ier de Belgique, qui y voit une prolongation de son engagement pacifiste ;
- Pierre de Coubertin, qui y voit un prolongement du mouvement olympique moderne ;
- Paul Otlet, dont le projet de "cité documentaire" entre en résonance avec l’idée d’Andersen.
- Bertha von Suttner, la plus célèbre militante pacifiste de la Belle Epoque, première femme récipiendaire du prix Nobel de la paix.

La presse internationale s’en empare, et The Washington Post décrit en 1914 le Centre mondial comme "la proposition la plus extraordinaire jamais faite dans le cadre du pacifisme international".

## Échec et oubli
Malgré ces soutiens, le projet ne trouve aucun financement suffisant. L’éclatement de la Première Guerre mondiale en 1914 met définitivement fin à toute perspective de construction.
Dans les années 1920, Andersen tente de relancer l’idée. Il obtient une audience avec Benito Mussolini. Après sa mort en 1940, le projet sombre dans l’oubli.

## Redécouverte et réévaluation
Dans les années 1990, les travaux d’Elena di Majo permettent la restauration de la Villa Helene, devenue aujourd’hui le Musée Hendrik Christian Andersen de Rome.
C'est ensuite avec la publication de La Capitale de l’Humanité de Jean-Baptiste Malet que l’importance du Centre mondial de communication est remise en lumière. L'auteur démontre que cette cité idéale soutenue par le mouvement pacifiste international de la Belle Epoque préfigure des institutions comme l’UNESCO et illustre une ambition urbanistique et diplomatique exceptionnelle pour son temps. En dévoilant des documents inédits sur le Centre mondial de communication et son influence sur plusieurs projets d’urbanisme du XXe siècle, La Capitale de l’Humanité a permis de réévaluer l’héritage d’Andersen, longtemps relégué à l’oubli, et d’inscrire son œuvre dans l’histoire des grandes utopies architecturales.

## Projet concurrent
Avant la Première Guerre mondiale, Hendrik Christian Andersen et le Belge Paul Otlet collaborent ensemble au développement et à la promotion du Centre mondial de communication. Néanmoins, après la guerre, Paul Otlet fait appel à l'architecte Le Corbusier afin de réaliser une deuxième version de cette cité idéale. Ce second projet, concurrent à celui d'Hendrik Christian Andersen, ne sera jamais approuvée par le sculpteur.

## Archives et documentation
Les deux principaux fonds d’archives sur le Centre mondial de communication sont :
- Le Musée Hendrik Christian Andersen à Rome, qui conserve les sculptures d'Andersen et les plans originaux du Centre mondial.
- La Bibliothèque du Congrès de Washington, où se trouvent la correspondance et les journaux intimes d'Andersen.

La bibliothèque de la Grande Assemblée nationale de Turquie conserve une édition francophone du livre d'Hendrik Christian Andersen destinée à promouvoir son projet. Elle a été numérisée et est accessible en ligne. On y trouve les planches et les gravures originales du projet.

A World Center. H. Andersen